# Ron Arad

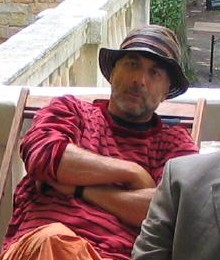
Ron Arad (2004)

Ron Arad RA (* 24. April 1951 in Tel Aviv in Israel) ist ein britischer, in London lebender, international bekannter Industriedesigner und Architekt.

## Leben

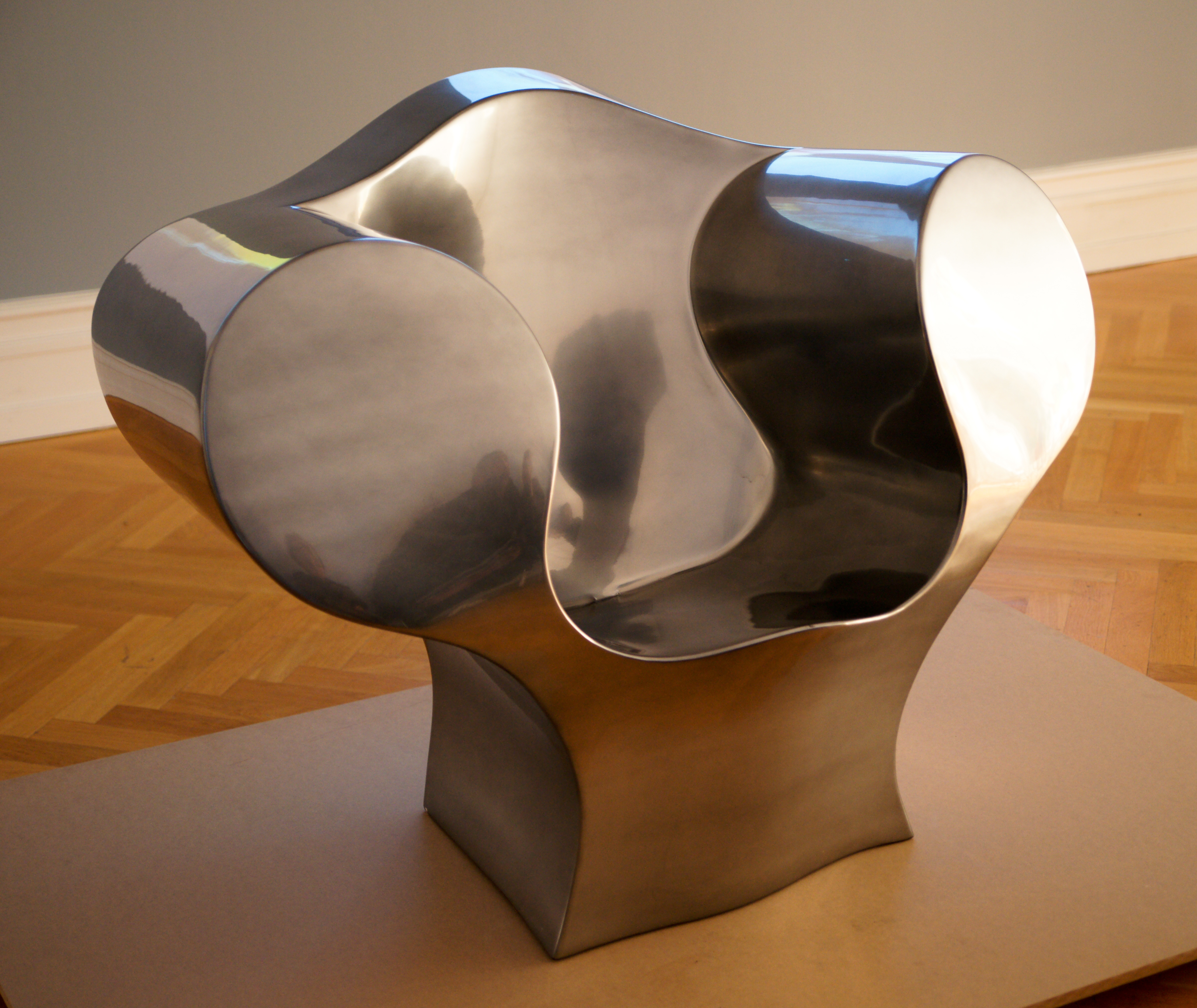
The Big Easy-Sessel

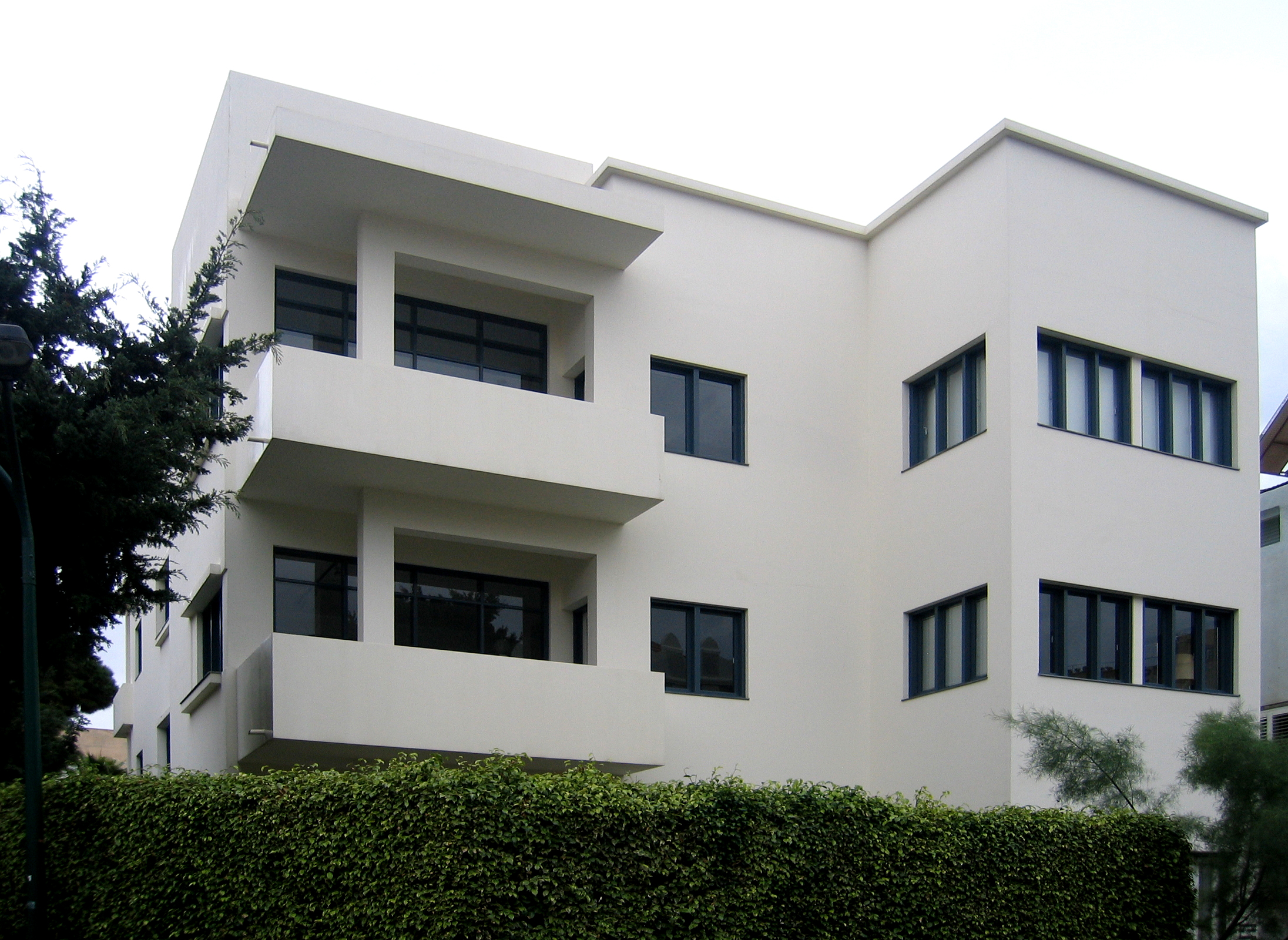
Das Bauhaus Museum in Tel Aviv.

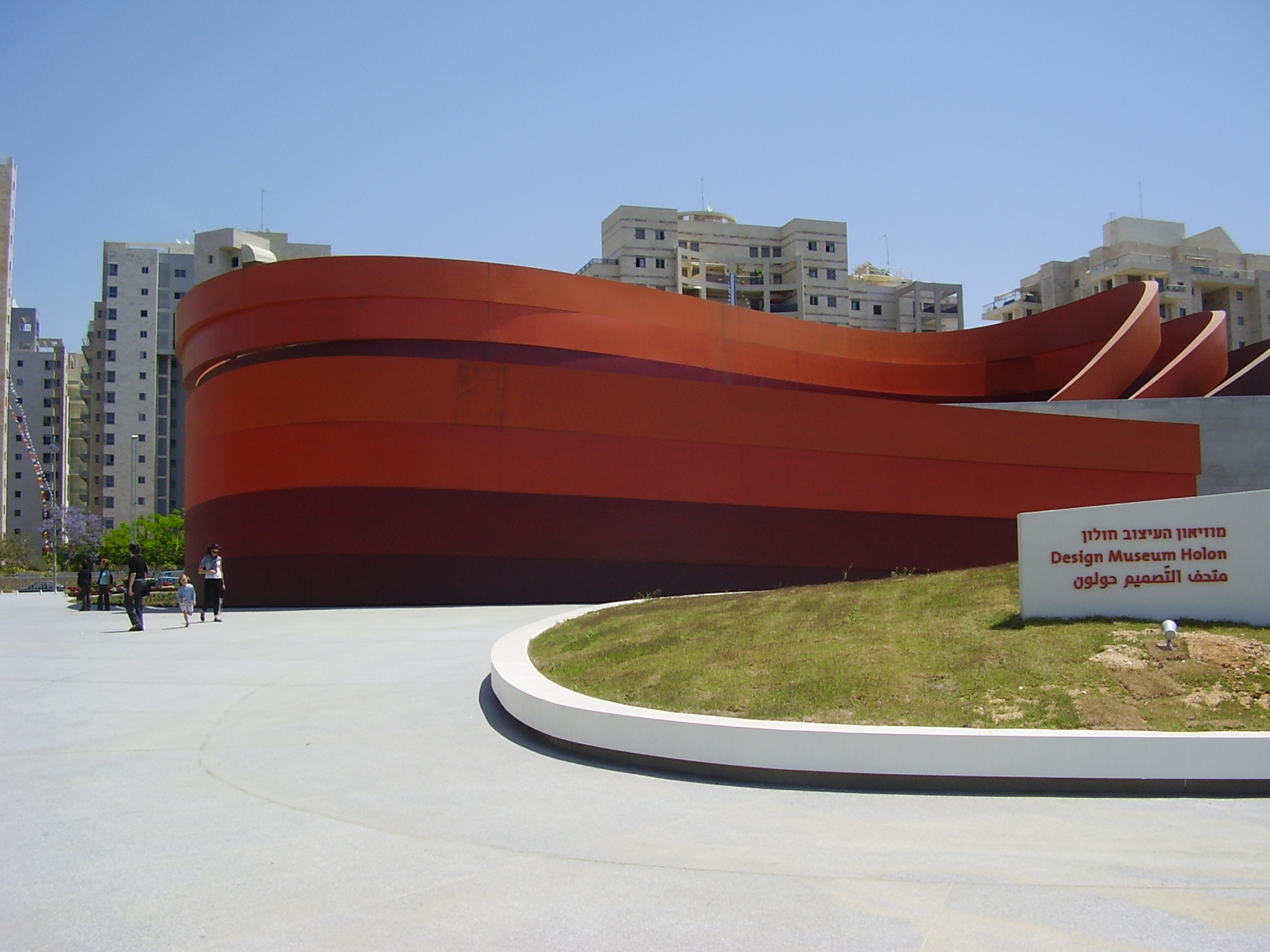
Das Design Museum in Cholon.

Als Sohn einer Malerin und eines Fotografen wuchs Ron Arad in Tel Aviv auf. 1971 begann er sein Studium an der Kunstakademie in Jerusalem, von wo er 1973 nach London an die Architectural Association School of Architecture ging. Das Studium beendete er 1979 und arbeitete kurze Zeit in einem Architekturbüro, bis er begann, mit einfachen Mitteln Möbel zu entwerfen und herzustellen.
1986 zog der Showroom von der Neal Street in die Shelton Street. Später wurde die Einrichtung des alten Showrooms im Vitra Design Museum ausgestellt. Zum 10-jährigen Jubiläum des Centre Georges Pompidou in Paris erregte Arad 1987 Aufsehen mit der Maschinerie "Sticks and Stones". Aus Stühlen, die von den Besuchern mitgebracht wurden, presste diese Maschine gleichförmige Würfel, aus welchen Ron Arad eine Mauer zusammenfügte. Im gleichen Jahr stellte er auf der Documenta 8 in Kassel das stuhlähnliche Gebilde "Carped Chair" gemeinsam mit dem "Curtain Call" aus.
Gemeinsam mit C. Norton und S. McAdam gewann Ron Arad 1988 den internationalen Wettbewerb für die Gestaltung des Foyers und der Eingangszonen des Opernhauses in Tel Aviv und gründete 1989 zusammen mit Alison Brooks, einer kanadischen Architektin, die Ron Arad Associates Ltd. Mit dem 1994 erstmals vorgestellten Bookworm, der in abgewandelter Kunststoffausführung von der Mailänder Firma Kartell hergestellt wird, erzielte Arad seinen bisher größten kommerziellen Erfolg. Bereits heute zählt der Bookworm zu den modernen Möbelklassikern. Dem Bookworm gingen die Entwürfe „This Mortal Coil“ (1993) und „One Way or Another“ voraus. Ein jüngerer Entwurf ist das „r.t.w“-Regal (1996).
Ron Arad arbeitet heute sowohl engagiert mit diversen Unternehmen, wie Moroso, B&B, Alessi, Swatch, Kartell, Adidas, im Objektbereich (One Off Ltd.) zusammen, als auch, gemeinsam mit Alison Brooks, im Bereich Architektur (Ron Arad Associates Ltd.).
2010 wurde als erstes Design-Museum in Israel das Design Museum Holon in Cholon eröffnet, das Arad zusammen mit Bruno Asa geplant hatte.
Ron Arad war von 1994 bis 1997 Professor für Produktdesign an der Universität für angewandte Kunst Wien. Von 1997 bis 2009 war er Professor am Royal College of Art in London, zunächst für Möbeldesign, später für Produktdesign.
Arad ist Architekt des 2008 eröffneten Bauhaus Museums in Tel Aviv.
Ron Arad ist der Vater der Singer-Songwriterin Lail Arad.

## Preise und Auszeichnungen
- 1994 Designer of the Year, Salon du Meuble, Paris
- 1999 Design Plus Award, Frankfurt/Main
- 1999 Internationaler Designpreis Baden-Württemberg, Design Center Stuttgart
- 2001 Oribe Art & Design Award, Japan
- 2001 Gio Ponti International Design Award, Denver
- 2001 Co-winner des Perrier Jouët Selfridges Design Prize, London
- 2001 Barcelona Primavera International Award for Design
- 2002 Finalist des World Technology Award for Design
- 2002 Royal Designer for Industry (RDI)
- 2002 Fellow of the World Technology Network
- 2004 A&W-Designer des Jahres 2004, verliehen von der Zeitschrift A&W Architektur & Wohnen
- 2010 Ehrendoktorwürde der Universität Tel Aviv[2]
- 2012 Member of Royal Academy of Arts[3]

## Ausstellungen
- 2013: In Reverse: Ron Arad, Pinacoteca Giovanni e Marella Agnelli, Lingotto, Turin, Italien.